# 朱彝梃
代王朱彝梃（？—1640年），明朝第十代代王，代王朱鼎渭的嫡第一子。他在崇禎五年（1632年）四月襲封代王。朱彝梃去世時間不詳，其諡未載於史書。後來嫡第一子朱傳㸄就嗣位。
| 前任者： 父朱鼎渭 | 明代國國王 1632年－？ | 繼任： 子朱傳㸄 |